# Hezbollah
Hezbollah (arabă :„Partidul lui Dumnezeu” حزب الله‎ ḥizbu-'llāh(i)) a apărut în Războiul din Liban din 1982 ca partid și organizație paramilitară șiită libaneză, sprijinită, înarmată și dependentă de Iran. Se mai numeste Rezistența Islamică din Liban (المقاومة الإسلامية في لبنان - Al-Muqāwamah al-Islāmīyah fī Lubnān). Inițial cu 15.000 de combatanți înarmați și antrenați de ofițeri ai Gărzilor Revoluționare Iraniene, Hezbollah a devenit principala forță înarmată din Liban, depășind cu mult, numeric și, ca înzestrare cu armament (de producție iraniană), , rachete moderne și avioane fără pilot, armata libaneză. El reprezintă principala forță în politica și conducerea libaneză, fiind reprezentat în Parlamentul și guvernul acestei țări, deținând școli, spitale și alte servicii sociale de interes propriu. El se recomandă ca o mișcare de rezistență legitimă dar, este definit ca o organizație teroristă de către Statele Unite ale Americii, Israel, Canada, Olanda și alte state. Marea Britanie a introdus aripa militară a organizației pe lista organizațiilor teroriste, iar Australia consideră o parte a structurii sale militare, „Organizația de Securitate Externă”, ca fiind o organizație teroristă. În anul 2011 Hezbollah, pentru a asigura liberul transport de armament iranian, s-a implicat în războiul civil din Siria, de partea regimului președintelui sirian Bashar al-Assad. În decembrie 2015 președintele Statelor Unite, Barack Hussein Obama, a semnat Legea împiedicării finanțării internaționale a „Hezbollah”, definită ca o organizație teroristă care se ocupă și cu traficul de stupefiante și cu spălarea de bani și urma să impună sancțiuni nu numai asupra instituțiilor legate de această mișcare, ci și asupra instituțiilor financiare și comerciale care fac afaceri cu ea.

## Istorie

### Apariție

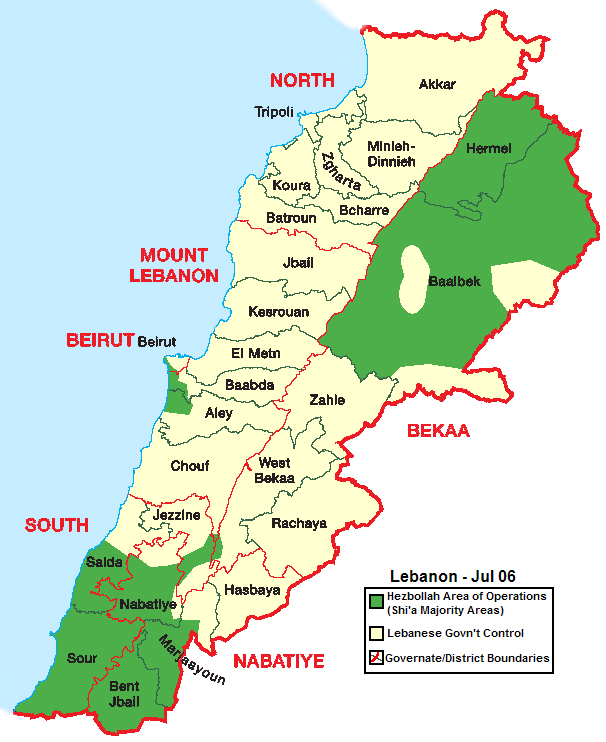
Regiunile principale controlate de Hezbollah în Liban - sudul Libanului și zona Nabatiye, regiunea Beqaa în nord-est și un sector la Beirut și în vecinătatea lui.

În 1982 după declanșarea în iunie a Războiului din Liban („Operațiunea Pacea Galileei”) în care Israelul a desființat Fatahland și structurile militare palestiniene ale OEP în Liban care atacau cu katiușe localitătile din nordul Israelului regimul recent instalat al ayatollahilor din Iran a profitat de ocazie pentru a-și extinde influența în Liban în numele luptei contra „invadatorilor sioniști”. „Pazdarani” din Gărzile Revoluționare islamice iraniene au fost trimiși pentru a instrui și organiza pe tinerii recruți din rândul șiiților libanezi. Ei au fost însoțiți de molahi fanatici care au transpus in Liban normele sociale și vestimentare religioase iraniene și au îndepărtat clasa conducătoare șiită în profitul castei clericilor.
În 1983 ayatollahul Ruhollah Khomeini, conducătorul de atunci al Iranului, a semnat decretul de creare a Hezbollah. Americanii și francezii au fost nevoiți să se retragă, și Libanul, prin populația lui șiită, a intrat tot mai mult sub influența militară și culturală a Iranului. Hezballah a luat locul mișcării șiite Amal.
După ce militari americani și francezi au sosit în Liban în cadrul unei forțe multinaționale a ONU  pentru a ajuta la refacerea armatei libaneze și la restaurarea autoritatii guvernului libanez, în aprilie 1983 Hezbollah a distrus ambasada S.U.A. la Beirut, ucigând 64 persoane, în octombrie 1983 au explodat cartierul general al marines la Beirut, ucigând 241 militari americani, precum și blocul Drakkar, unde au fost omorâți 58 soldați francezi. Combatanții Hezbollah au răpit ziariști, diplomați și activiști ai Crucii Roșii.
Programul politic al Hezbollah din 1985 cuprindea trei obiective principale, primele două îndreptate împotriva unităților paramilitare creștine din țară: „încetarea oricărei entități colonialiste israeliene, aducerea în fața justiției a Falangiștilor pentru crimele comise și instaurarea unui regim islamic în Liban”. Ca principal cap de pod al tendințelor expansioniste iraniene la Marea Mediterană Hezbollah a estompat intențiile sale de instaurare a unui regim islamic și, având ascendentul forței militare, a încheiat alianțe cu diverse facțiuni, trecând peste interesele religioase. Liderii Hezbollah au declarat că scopul lor este distrugerea statului israelian vecin, pe care-l definesc ca o „entitate sionistă invadatoare, construită pe pământuri furate de la arabi, proprietarii lor de drept”. Steagul organizației are culoarea galbenă și înfățișează un glob pământesc, o pușcă si un citat din Coran, sloganul Gărzilor Revoluționare Iraniene: „Numai Obștea lui Allah este învingătoare".
Mai întâi colaborând cu Siria care a ocupat mai mulți ani Libanul, apoi obținând colaborarea unei părți importante din clasa politică, administrația și oamenii de afaceri, prin mijloace de teroare și corupție, Hezbollah a obținut tot mai mult controlul instituțiilor, frontierelor, finantelor, administrației și armatei libaneze.
Acordul de la Taif de reconciliere națională prevedea dezarmarea tuturor organizatiilor paramilitare și militare în afara armatei libaneze, precum si retragerea armatei siriene din Liban.
Toate organizațiile  - creștine, sunite și druze - au acceptat să se dezarmeze, cu excepția Hezbollahului. În anul 2000 armata israeliană s-a retras din zona de securitate din sudul Libanului, iar în 2005 s-a retras, în sfârsit, și armata siriană.În aceste condiții Hezbollah a devenit principala forță militară din Liban, acumulând o cantitate imensă de arme sofisticate furnizate de Iran.

### Creșterea organizației

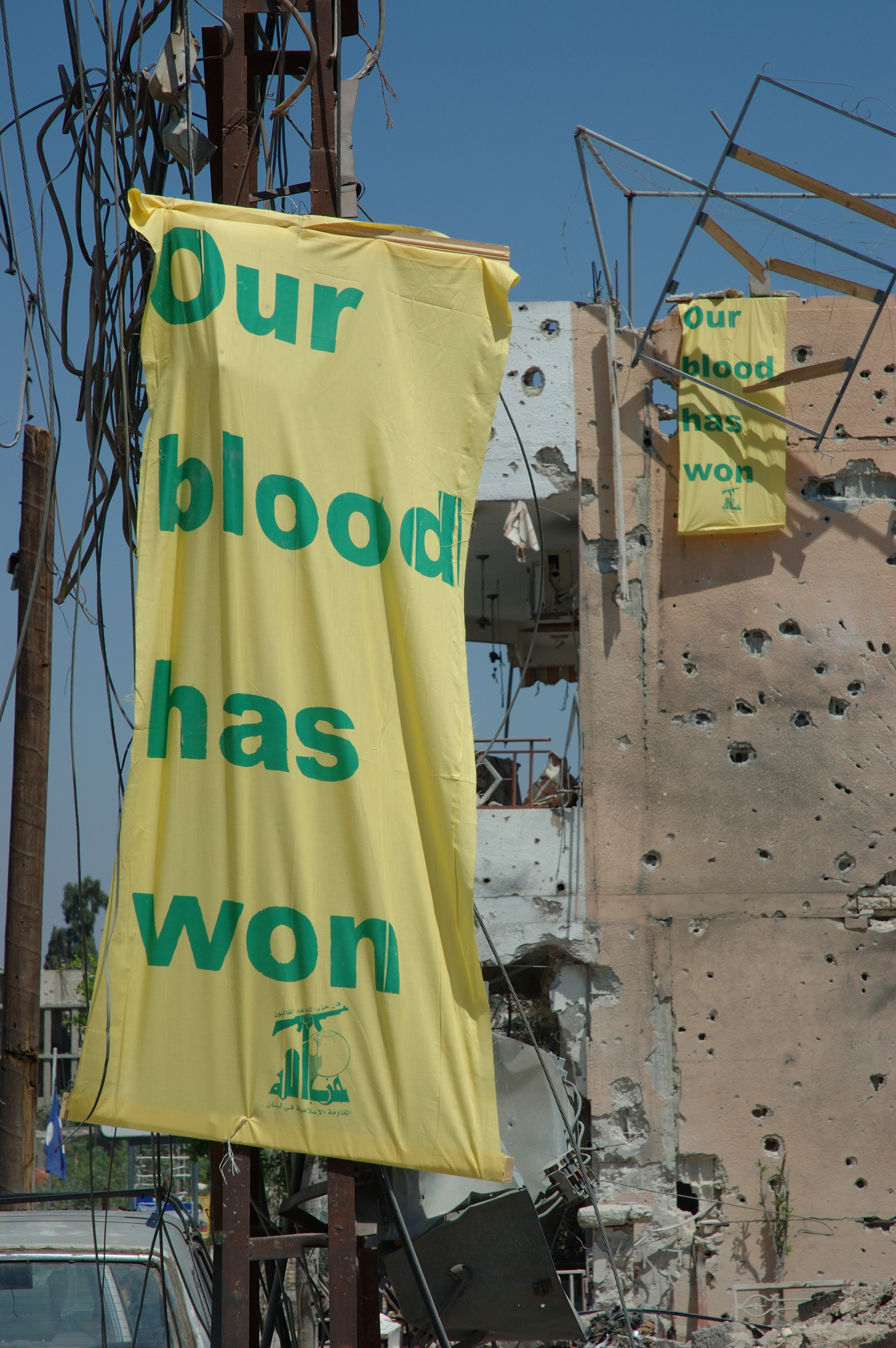
Poster al Hezbollah din timpul Rǎzboiului libanez din 2006

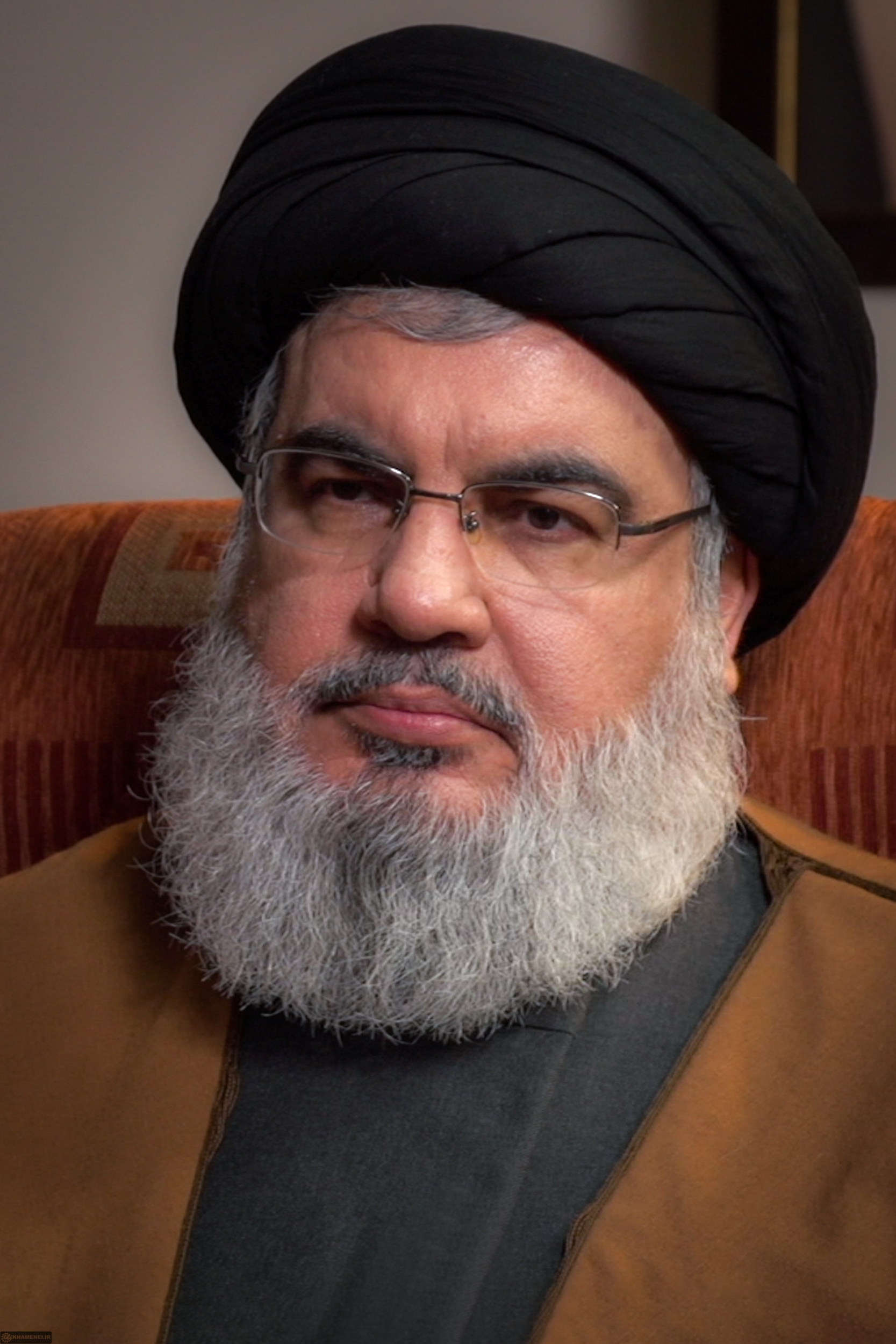
Hassan Nasrallah, secretarul general al Hezbollah între 1992-2024

Hezbollah, care a început ca o mică miliție, a devenit o organizație dominantă peplan militar, în parlamentul libanez, deține un post de radio și o televiziune prin satelit și desfășoară numeroase programe de ajutor social pentru populația șiită. Hezbollah se bucură de un sprijin larg din partea populației șiite, dar și din partea unor membri ai celorlalte confesiuni libaneze (sunniți, creștini, druzi) care au slăbit ca influență. Ea a devenit capabilă să mobilizeze demonstrații de sute de mii de oameni. Hezbollah, alături de alte grupări a declanșat proteste politice între 2006-2008, contra primului ministru  Fouad Siniora. Disputele care au urmat, legate de păstrarea de către organizație a rețelei sale de comunicații au condus la confruntări sângeroase între membrii organizației și cei ai coaliției de guvernare. Hezbollah a reușit să preia controlul asupra unor cartiere din Beirutul de Vest, deținute înainte de milițiile Mișcării Viitorul, loiale lui Fouad Siniora. Ulterior acele zone au fost preluate temporar de armata libaneză. Ca urmare a Înțelegerii de la Doha, Hezbollah a primit putere de veto în Parlamentul libanez, în plus, a fost format Guvernul de Uniune Națională, în care organizația deține un minister și controlează 11 dintre cele 30 de locuri.

### Aliat al Iranului
În anii 2020 Hezbollah controla o bună parte din economia libaneză, care ajunsese într-o situație economică catastrofală. Organizația a fost susținută financiar de Iran, Siria sub regimul Assad și cu donații de la șiiții libanezi sau din restul lumii. În deceniul al doilea al secolului al XXI-lea forța sa militară a crescut foarte mult. În ciuda unei declarații a ONU din iunie 2008, care certifica că nu există o ocupație israeliană în toate teritoriile libaneze, în august 2008, cabinetul libanez a aprobat în unanimitate o declarație politică care asigura existența Hezbollahului, ca o organizație armată care garantează dreptul libanez la „eliberarea sau recuperarea teritoriilor ocupate”.
Din 1992, organizația a fost condusă de Secretarul General Hassan Nasrallah. Sub conducerea lui Nasrallah forța organizației a crescut în mod considerabil, devenind în acelaș timp partid politic, 12 membri in parlament și miniștri în guvern, și construind cu ajutorul Iranului, o forță militară cu mult mai puternică decât armata libaneză.
Hezbollah a fost implicat între altele în anul 2005 în asasinarea regizată de Siria a primului ministru libanez Rafik Al-Hariri care a încercat să refacă țara din punct de vedere economic și politic. Odată cu el au fost omorâți circa douăzeci de miniștri, deputați, generali, ziariști și opozanți.
După 2011 în cursul "Primăverii arabe" Hezbollah a intervenit în Siria pentru a ajuta la menținerea la putere a regimului Bashar al-Assad, sprijinit de Iran, în fața forțelor opoziției siriene de toate culorile.
La 4 august 2020 depozitarea de muniții și arme în portul Beirut a fost suspectată ca fiind la originea exploziilor care au dus la moartea a peste 200 persoane și rănirea  altor mii.
Nasrallah a condus Hezbollah ca principală forță a așa numitei "rezistențe  islamice",pro-iraniene, spre mai multe atacuri și războaie împotriva Israelului vecin, cele mai însemnate fiind (cel din 2006) care a durat 33 zile și care a cauzat Libanului pagube însemnate, precum și cel pornit la 8 octombrie 2023 "în semn de solidaritate cu palestinienii din Gaza", după masacrul „Potopul Al Aksa” comis de oamenii Hamasului pe teritoriul Israelului la 7 octombrie 2023. Vreme de un an oamenii săi au bombardat cu drone și rachete localitățile israeliene de graniță, determinând evacuarea a 60.000 de israelieni din casele lor și omorând deliberat mai mulți israelieni, civili și militari, evrei și arabi. În cursul anului 2024  mii de locuitori ai zonei libaneze de frontieră cu Israelul au trebuit și ei să se refugieze în interiorul țării de teama tirurilor de răspuns israeliene. În toamna 2024 în cursul războiului cu Israelului Hezbollah a lansat rachete și spre localitățile din centrul Israelului, ca de pildă, Ramat Gan. 
Nasrallah a fost ucis la sediul statului său major din cartierul Dahiye din sudul Beirutului împreună cu mai mulți comandanți ai săi și cu un general iranian, într-un raid aerian, lansat la 27 septembrie 2024 de către armata israeliană, aflată în contraofensivă.

## Conducători
Secretari generali:
- Subhi al Tufayli (1989-1991)
- Abbas Al-Mussawi (1991-1992)
- Hassan Nasrallah(1992-2024)
- Hashem Saif ad-Din (2024)
- Naim Qassam (2024-)